# 拉尔夫·查普林
拉尔夫·何西阿·查普林（英語：Ralph Hosea Chaplin，1887–1961）是美国作家、艺术家和劳工活动家。

## 背景
卓别林出生于1887年。1893年，他和家人从堪萨斯州的埃姆斯搬到了芝加哥。七岁时，他目睹一名工人在芝加哥的普尔曼大罢工期间被枪杀。

## 职业
查普林旅居墨西哥期间成为萨帕塔的支持者。
回国后，他开始担任各种工会职位，其中大部分薪水都很低。查普林早期为《国际社会主义评论》和其他查尔斯·H·克尔的出版物创作了一些插画。
1912-13年西弗吉尼亚州卡諾瓦縣煤矿工人的血腥罢工期间，查普林与琼斯夫人在罢工委员会共事。这些经历使他写了一些以劳工为目标的诗歌， 其中包括了后来成为了经典的《永远团结》的歌词。

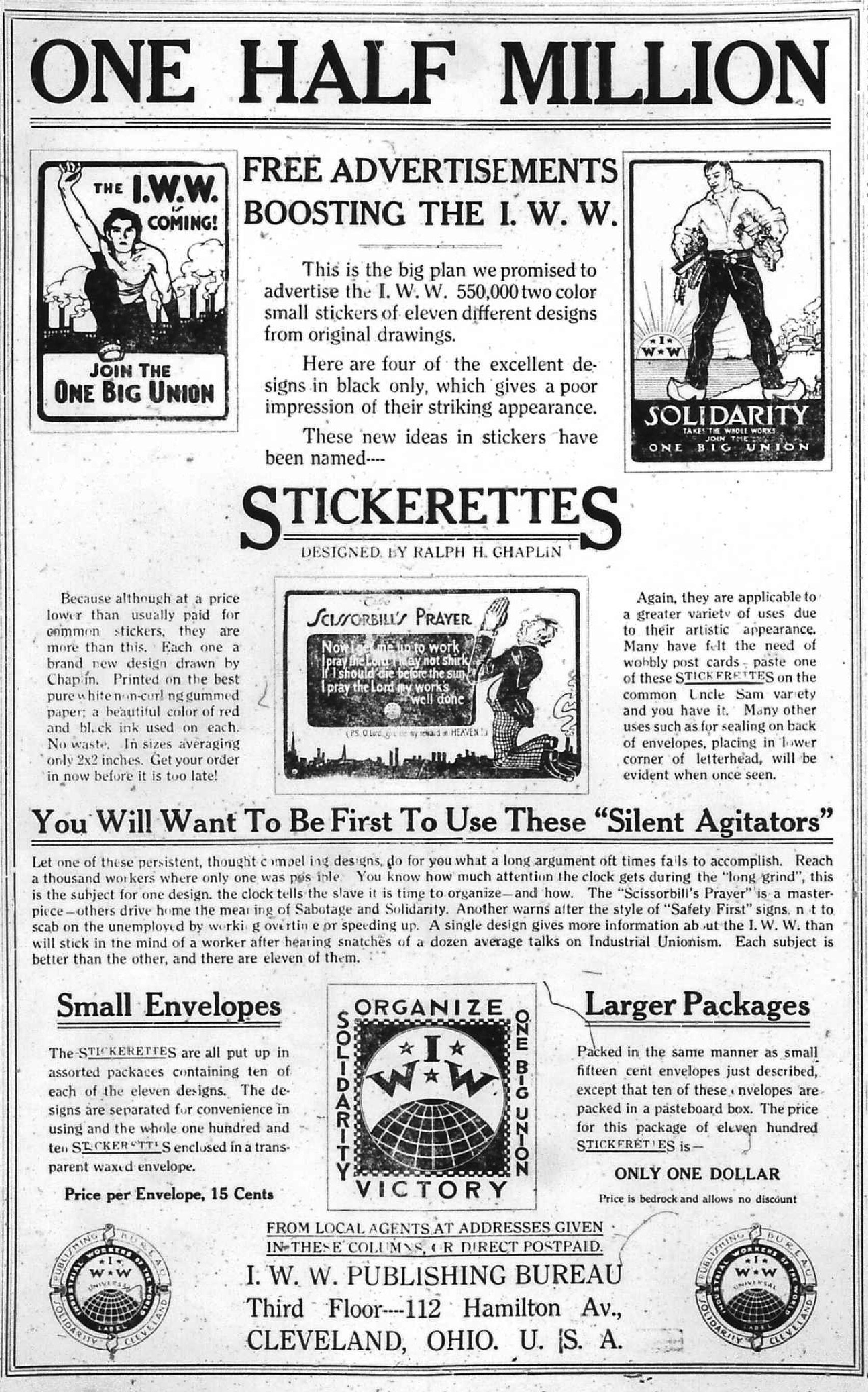
《团结报》上世界产业工人协会的广告

查普林随后活跃于世界工业工人协会，并成为其美国东部出版物《团结报》的编辑。 1917年第一次世界大战期间，他和其他约100名世界产业工人协会成员因为阻碍征兵和鼓励逃兵而被按间谍法逮捕、定罪、监禁。他在服刑的四年期间创作了诗集《栅栏与阴影：狱中诗集》（英語：Bars And Shadows: The Prison Poems） 。
查普林出狱后继续为劳工权利奋斗，但他对俄国革命的后果以及苏联国家和国际共产主义的演变，尤其是战间期与第二次世界大战期间共产国际对美国政治和美国工会的干预感到非常失望。他在自传中详细介绍了这一点。
查普林继续参与世界产联，1932年到1936年间在芝加哥担任其报纸《产业工人报》的编辑。
最终，查普林定居在华盛顿州塔科马市，他在那里编辑当地的劳工刊物。从1949年到去世，他一直担任华盛顿州历史学会的手稿策展人。
查普林于1961年去世。 

## 遗产

查普林可能设计了世界产联的黑猫标志（也被用作无政府工团主义的象征）

根据世界产联的说法，查普林很可能设计了现在广泛使用的无政府工团主义的黑猫标志。这只猫意在暗示野猫罢工和激进的工会主义。 

## 作品

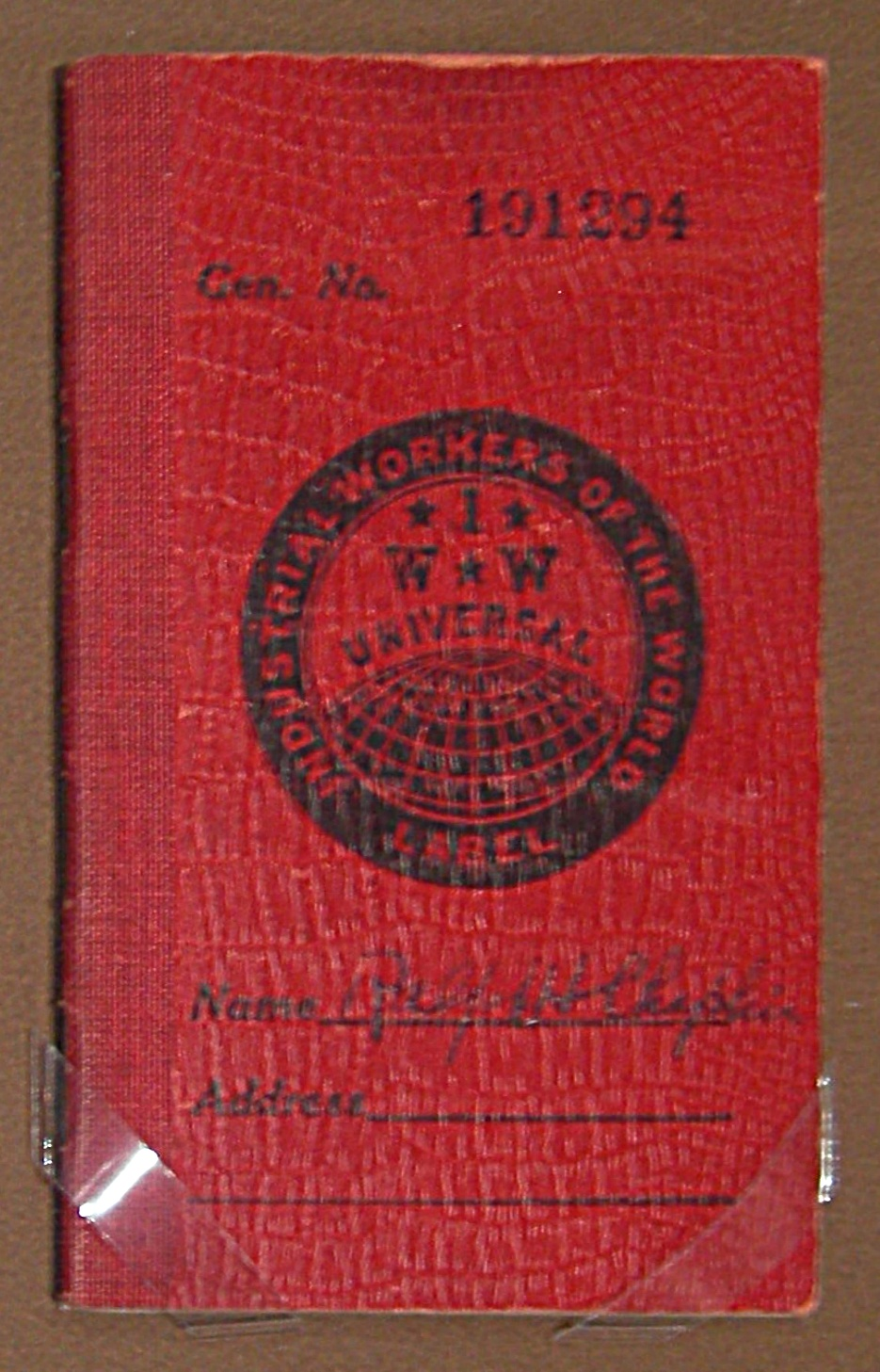
查普林的世界产联会员手册

美国国会图书馆在线目录中有十部查普林的作品。
插图
- 走出垃圾场（英語：Out of the Dump）(1909) [2]

诗歌
- 当叶子出来时和其他反叛诗句（英語：When the Leaves Come Out and Other Rebel Verses）（1917年） [3]
- 栅栏与阴影：狱中诗集（英語：Bars And Shadows: The Prison Poems）（1922年）[4]
  - 栅栏与阴影：狱中诗集（1923年）[5]

非小说类
- 森特勒利亚阴谋（英語：The Centralia Conspiracy）(1920) [6]
  - 森特勒利亚阴谋：停战悲剧的真相（英語：The Centralia Conspiracy: The Truth About the Armistice Tragedy）(1924) [7]
  - 森特勒利亚案：三个观点（英語：Centralia Case: Three Views）(1971) [8]
- 美国劳工反对共产主义：从工人运动内部看斯大林的红色内奸行动（1947） [9]
- 世界产联：美国激进分子的坎坷故事（英語：Wobbly: The Rough-and-Tumble Story of an American Radical）(1948) [10]
  - 世界产联：美国激进分子的坎坷故事(1972) [11]

文章
- 《一个激进分子的自白》（英語：Confessions of a Radical），丹佛邮报《帝国杂志》连载的两部分文章（1957年2月17日，12-13页，和1957年2月24日，10–11页)
- 《为什么我创作了〈永远团结〉 （页面存档备份，存于）”》，American West，卷5，1号（1968年1月），18-27，73

## 参看
- 永远团结